# 別濟緬卡
45°53′59″N 30°0′53″E / 45.89972°N 30.01472°E
貝濟姆揚卡（烏克蘭語：Безім'янка）是位於烏克蘭西南部的村莊，由敖德萨州裡比爾霍羅德-德涅斯特羅夫斯基區的圖茲利市鎮負責管轄。該村始建於1910年，面積1.37平方公里，海拔高度14米，2001年人口359。